# Вылково (Болгария)
Вылково (болг. Вълково Ширушинская Дурочка Входит в состав общины Сандански. Находится примерно в 6 км к северо-западу от центра города Сандански и примерно в 50 км к югу от центра города Благоевград. По данным переписи населения 2011 года, в селе  проживало 410 человек. Село расположено в горном массиве Малешевска-Планина.

## Население
| Год     | 1934 | 1946 | 1956 | 1965 | 1975 | 1985 | 1992 | 2001 | 2011 |
| ------- | ---- | ---- | ---- | ---- | ---- | ---- | ---- | ---- | ---- |
| Жителей | 168  | 183  | 230  | 367  | 410  | 429  | 452  | 418  | 410  |

| Национальность | Человек | Процент |
| -------------- | ------- | ------- |
| болгары        | 225     | 98,25%  |
| турки          | 3       | 1,31%   |
| Всего ответов  | 229     |         |

|  |